# La Maison moderne
La Maison moderne est un magazine montréalais publiée de 1905 à 1908 qui possède 62 numéros.

## Histoire
Au mois de mai 1905, Moïse Charles Harrison alias Harrison A. Demers (propriétaire du magazine) et Aristide Beaugrand-Champagne (directeur du magazine) publient le premier numéro de La maison moderne, un magazine familial offrant un contenu varié. Il était d'abord publié hebdomadairement puis, dès 1906, le magazine devient mensuel au même moment de l'arrivée d'un nouveau directeur Charles E. Demers. Dès décembre 1906, c'est Émile Roland qui devient le propriétaire et le directeur est désormais Auguste Charbonnier. En mai 1908, le dernier numéro parait et la revue cesse d'être publiée.
Au cours de sa brève histoire, le magazine a proposé une panoplie de feuilletons, de poèmes, de causeries féminines, de plans d'architecture, de trucs de ménagère, de chroniques culturelles et de lots de terrains à vendre. Cette variété témoigne du caractère hétéroclite du magazine et l'inscrit dans la modernité québécoise propre au début du 20e siècle.
Marie Dumais (1866-1941), journaliste et écrivaine québécoise, a publié des causeries et des poèmes en 1906 et 1907 dans le magazine La maison moderne sous le pseudonyme Mme. Boissonneault. Elle a dirigé le courrier des lecteurs Voix Amies.